# Раббэль I
Раббэль I — правитель Набатейского царства во II или I веке до н. э.
О Раббэле I — правителе Набатейского царства, возможно, господствовавшем в Северном Заиорданье, известно немного. Как царь набатеев, сын царя набатеев Ареты, Раббель указан в надписи CIS, II, 349 на основании статуи, обнаруженной в конце XIX века в Петре. По замечанию Шифмана И. Ш., этот источник датируется примерно 70 годом до н. э. Советский историк отнёс правление Раббэля I к 40-м годам II века до н. э. и отметил, что, судя по тексту надписи, что к тому времени царская власть в Набатее стала уже наследственной. Э. Шюрер высказал мнение, что отцом Раббэля I мог быть Арета I.Также известна надпись CIS, II, 218, созданная во время царствования «Малику-царя», в которой говорится об Асаре — династическом боге Раббэля в Босре. Шифман не согласился с предположением, что речь идёт о Раббэле II и Малику III, отметив, что здесь отсутствует титулатура «тот, кто оживил и спас свой народ». Поэтому советский исследователь посчитал, что в надписи говорится именно о Раббэле I, преемником которого был Арета II. Некоторые же учёные считают, что Раббэль I — сын Ареты II (или Ободата I) и брат Ареты III — правил в 90—85 или 85—84 годах до н. э. и был участником столкновения с Селевкидским государством во время правления Антиоха XII.